# Hyperolius leucotaenius
Espèce
Synonymes
- Hyperolius leucotaenius allogynus Laurent, 1952

Statut de conservation UICN

 EN B1ab(iii) : En danger
Hyperolius leucotaenius est une espèce d'amphibiens de la famille des Hyperoliidae.

## Répartition
Cette espèce est endémique de la République démocratique du Congo. Elle se rencontre entre 1 850 et 2 000 m d'altitude dans la partie Sud des monts Itombwe (en) et sur le versant Nord des monts Kabobo (en) dans le territoire de Mwenga, au Sud-Kivu,.

## Publication originale
- Laurent, 1950 : Diagnoses préliminaires de treize batraciens nouveaux d’Afrique centrale. Revue de Zoologie et de Botanique Africaine, vol. 44, p. 1–18.